# (1406) Komppa
(1406) Komppa es un asteroide perteneciente al cinturón de asteroides descubierto por Yrjö Väisälä desde el observatorio de Iso-Heikkilä, Finlandia, el 13 de septiembre de 1936.

## Designación y nombre
Komppa fue designado inicialmente como 1936 RF.
Más tarde se nombró en honor de G. Komppa, cofundador del observatorio de Turku.

## Características orbitales
Komppa está situado a una distancia media del Sol de 2,696 ua, pudiendo acercarse hasta 2,432 ua. Su excentricidad es 0,09783 y la inclinación orbital 12,42°. Emplea 1617 días en completar una órbita alrededor del Sol.